# Обітниця невинності
«Обітниця невинності» («Voto di castità») — італійська еротична комедія 1976 року, знята режисером Джо Д'Амато на кіностудії «Mago Film».

## Сюжет
Літній розпусник, колишній власник борделю, замість того, щоб залишити спадок племіннику, який хоче стати священиком, виділяє своє майно на будинок для старих повій.

## У ролях
- Джилліан Брей: Ілеана
- Жак Дюфільо: Ганнібал/Нестор
- Лаура Гемсер: офіціантка
- Франческо Муле: Армандо
- Гастоне Пескуччі: Теодоро
- Енцо Коладжаконо: Андреа
- Флавія Фабіані: Ліза
- Мара Карізі: роль другого плану

## Знімальна група
- Режисер: Джо Д'Амато
- Ідея: Луїджі Монтефйорі
- Сценарій: Луїджі Монтефйорі
- Продюсер: Оскар Сантаньєлло
- Оператор: Джузеппе Берардіні
- Монтаж: Бруно Мауджері
- Композитор: Роберто Прегадіо
- Художник: Мауріціо Тоньяліні
- Костюми: Енріко Руфіні
- Грим: Еміліо Трані